# 阿穆爾河區艦隊

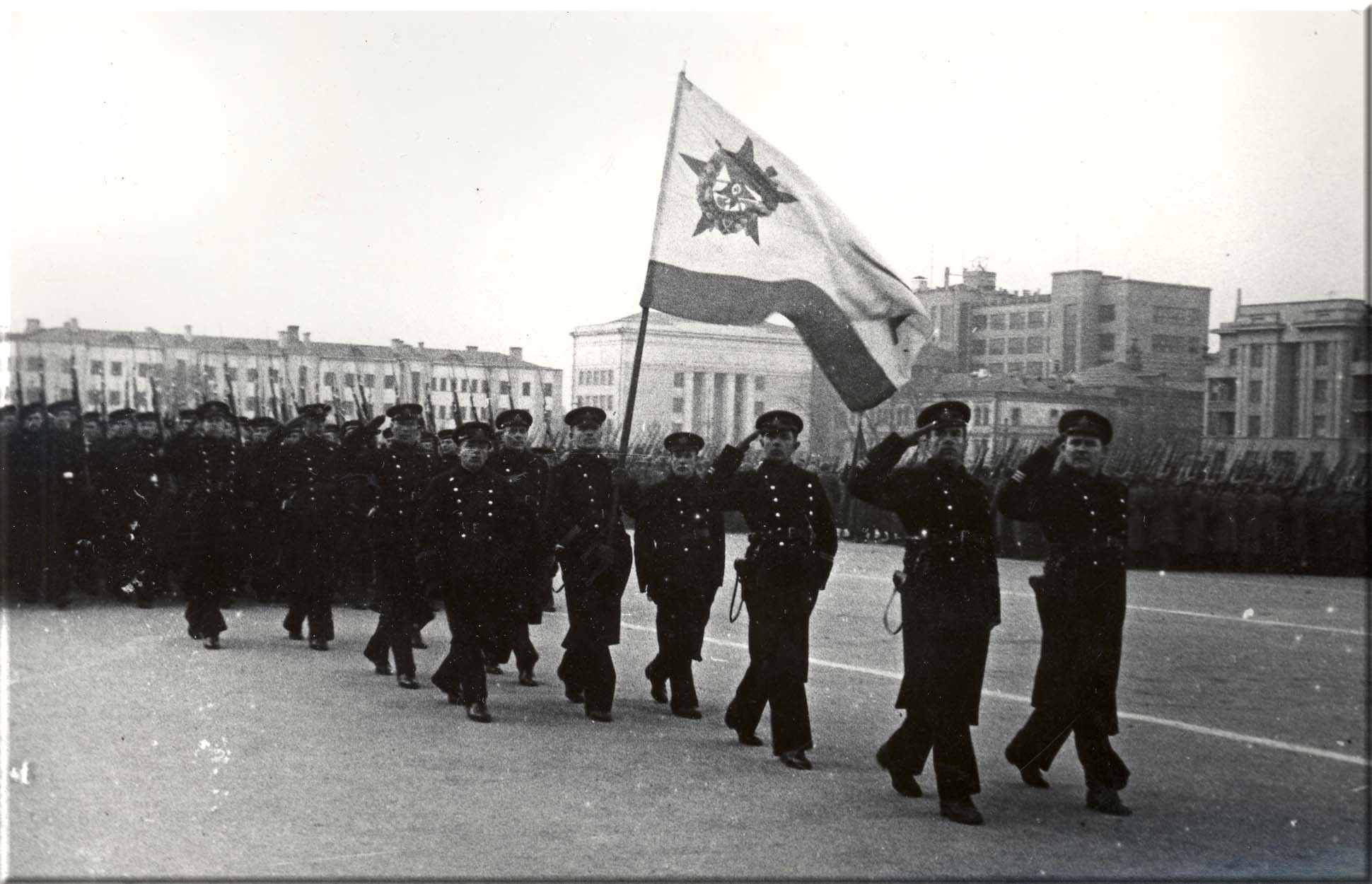
上的阿穆尔河区舰队成員。

阿穆爾河區艦隊（俄语：Амурская военная флотилия，英語：Amur military flotilla，簡稱AMF）是曾經在俄罗斯远东地区黑龙江（阿穆爾河）上存在的一支海軍舰队。

## 历史
1900年，俄国人在阿穆尔河上组建了由私人汽船和驳船組成的临时船队。最初，它在1904-05年的日俄战争期间用于运输目的。俄羅斯阿穆尔河区舰队正式成立于1906年7月。由於阿穆爾河是清朝與俄罗斯帝国界河，其成立目的是保卫俄国边界安全并确保阿穆尔河上的交通暢通。1910年，俄羅斯阿穆尔河区舰队共有28艘船隻，其中包括8艘搭載砲塔的巡邏艦和10艘较小的巡邏艦。1917年12月，俄罗斯苏维埃联邦社会主义共和国又重組了阿穆尔河区舰队，该舰队後來參與了俄国内战。
1918年， 日本侵佔了阿穆尔河区舰队，并于1920年5月夺走了阿穆尔河区舰队几乎所有的船只。随着俄国内战的结束，苏联人开始重建舰队。在1925–26年，随着日本人将之前夺取的船隻還給蘇聯，阿穆尔河区舰队的規模变得更大。1929年，阿穆尔河区舰队共有四艘大型江艦和其他船只。1930年，阿穆尔河区舰队因其在1929年中东路事件中表現優異而被授予红旗勋章。
为了更好的準備蘇日戰爭，蘇聯方面指派瓦西里耶维奇·安东诺夫負責指挥舰队。在滿洲戰略攻勢行動中，由瓦西里耶维奇·安东诺夫指挥的阿穆尔河区舰队（當時有8艘大型江艦，11艘炮舰，52艘其他船隻等）在黑龍江，乌苏里江，松花江和兴凯湖與蘇聯其他軍隊協同作戰。
俄羅斯阿穆尔河区舰队于1998年6月7日遭到解散。

## 另見
- 乾岔子島事件

## 備註
1. ↑  .   [2020-03-06]. （原始内容存档于2017-12-12）.
2. ↑  УКАЗ ПРЕЗИДЕНТА РФ ОТ 07.06.98 N 662 О РАСФОРМИРОВАНИИ АМУРСКОЙ ПОГРАНИЧНОЙ РЕЧНОЙ ФЛОТИЛИИ 的存檔，存档日期January 7, 2014，.